# Boulevard de la Commanderie
Ne doit pas être confondu avec Rue de la Commanderie (Nancy) ou Place de la Commanderie.
Le boulevard de la Commanderie est une voie du 19e arrondissement de Paris, en France.

## Situation et accès
Le boulevard de la Commanderie est une voie située dans le 19e arrondissement de Paris. Il débute place Auguste-Baron et se termine à l'angle du boulevard Félix-Faure à Aubervilliers et de la rue Émile-Reynaud.

## Origine du nom

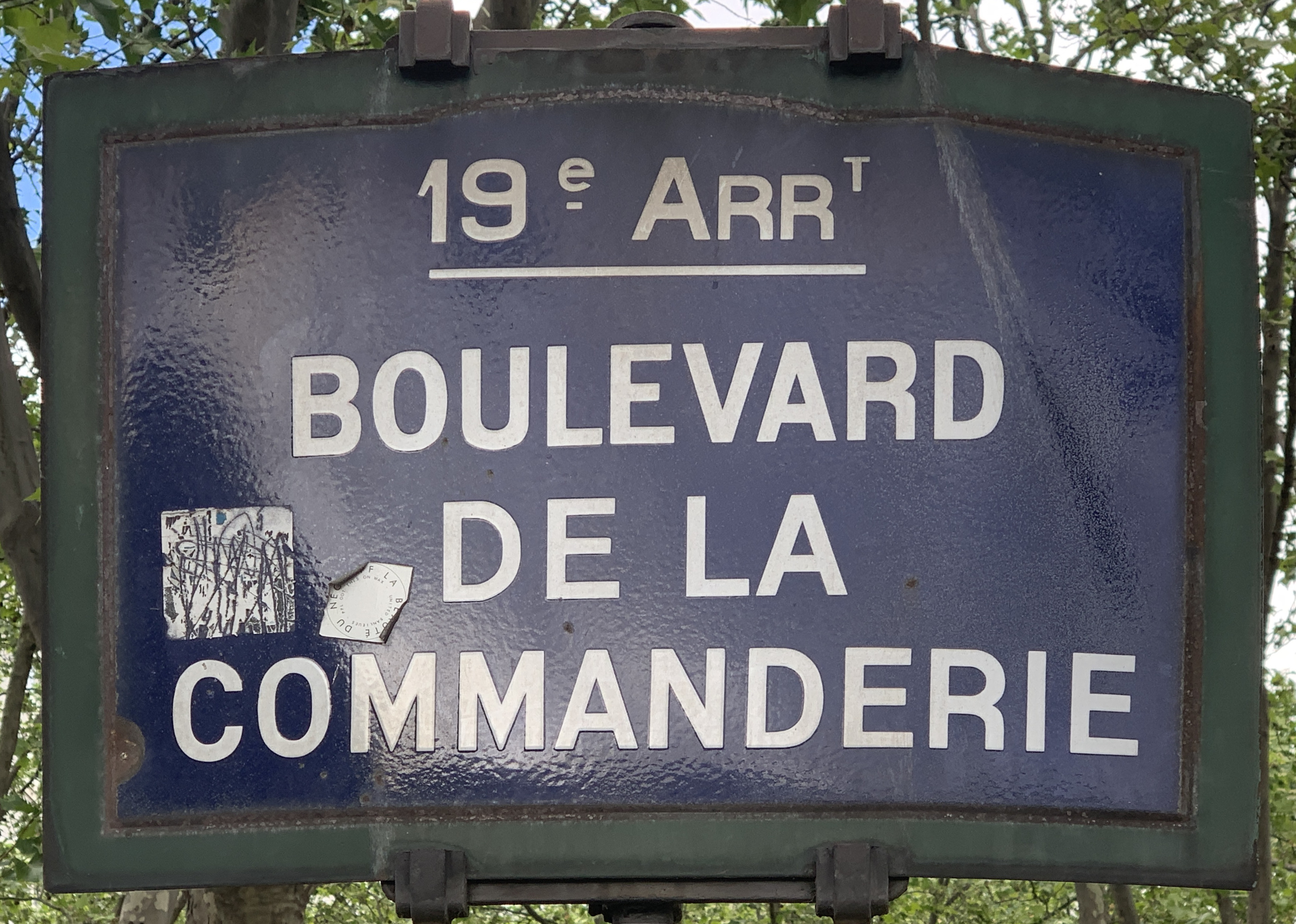
Plaque du boulevard.

Cette voie doit son nom à la commanderie Saint-Jean-de-Latran qui possédait censive et justice à Aubervilliers.

## Historique
Cette voie était initialement une section du boulevard Félix-Faure, également appelé « chemin de grande communication no 31 », situé autrefois sur le territoire d'Aubervilliers et annexé à Paris par décret du 27 juillet 1930. Il a pris sa dénomination actuelle en 1932.
En 1967, l'assiette du boulevard de la Commanderie est réduite lors de la création du boulevard périphérique.

## Bâtiments remarquables et lieux de mémoire
- Le Mausolée, un ancien supermarché Casino reconverti en lieu de création pour des graffeurs[2],[3].